# Altaj (prefektura)
Altaj (čínsky v českém přepisu A-le-tchaj, pchin-jinem Ālètài, znaky 阿勒泰; kazašsky التاي, Altaj) je prefektura na severu Ujgurské autonomní oblasti Sin-ťiang v Čínské lidové republice. V prefektuře žilo roku 2020 na necelých 120 tisících km² přibližně 650 tisíc obyvatel, z nich bylo přes 52 % Kazachů a téměř 40 % Chanů.
Prefektura Altaj je, stejně jako prefektura Ta-čcheng, podřízena autonomnímu kraji Ili; jsou to jediné dvě prefektury v Čínské lidové republice, které nepodléhají provincii, ale pouhému kraji.
V Čínské lidové republice název Altaj kromě prefektury nese i její sídelní městský okres.

## Administrativní členění
Prefektura Altaj se člení na sedm celků okresní úrovně, a sice jeden (stejnojmenný) městský okres a šest okresů.
| městský okres · Altaj okres · Qaba okres · Žemenej okres · Buyršin okres · Buryltoghaj okres · Köktoghaj okres · Šinggil |                                      |                       |                    |                                  |
| Název | Název                                | Počet obyvatel (2020) | Rozloha km² (2020) | Hustota zalidnění (obyv. na km²) |
| čínsky: český přepis znaky                                                                                               | kazašsky: český přepis arabské písmo | Počet obyvatel (2020) | Rozloha km² (2020) | Hustota zalidnění (obyv. na km²) |
| Městský okres |                                      |                       |                    |                                  |
| A-le-tchaj 阿勒泰市 | Altaj قابا اۋدانى                    | 221 454               | 10 700             | 20                               |
| Okresy |                                      |                       |                    |                                  |
| Cha-pa-che 哈巴河县 | Qaba قابا اۋدانى                     | 82 524                | 8 187              | 10                               |
| Ťi-mu-naj 吉木乃县 | Žemenej جەمەنەي اۋدانى               | 34 336                | 7 138              | 5                                |
| Pu-er-ťin 布尔津县 | Buyršin بۋىرشىن اۋدانى               | 72 894                | 10 375             | 7                                |
| Fu-chaj 福海县 | Buryltoghaj بۋرىلتوعاي اۋدانى        | 75 537                | 32 389             | 2                                |
| Fu-jün 富蕴县 | Köktoghaj كوكتوعاي اۋدانى            | 99 748                | 32 244             | 3                                |
| Čching-che 青河县 | Šinggil شىڭگىل اۋدانى                | 61 680                | 15 780             | 4                                |
| |                                      |                       |                    |                                  |
| Celkem | Celkem                               | 648 173               | 116 840            | 6                                |